# レッツゴーヤング
『レッツゴーヤング』は、1974年4月7日から1986年4月13日までNHK総合テレビジョンで毎週日曜 18:00 - 18:40に放送されていた若者向けの音楽番組である。略称「レッツヤン」。

## 概要
人気番組だった『ステージ101』の後番組として、1974年4月7日に放送開始。収録はNHKホールやCT-101スタジオで行われていた。
毎週当時の人気アイドル歌手が大挙出演し、歌やトークを繰り広げた。出演したアイドルが当時のヒット曲以外にも、自身のアルバム収録曲などを披露していた。（CM曲が歌えず、B面やアルバム曲を歌ったケースもある）。また、ジャパン、ベイ・シティ・ローラーズのような日本国外からのゲストや、尾藤イサオ、布施明といったヤングと比較してやや年齢層が高めの歌手、演歌畑から森昌子が出演したこともある。
当初はモノラル放送であったが、1981年に入ると先ず、1月4日放送の新春スペシャル「おめでとうレッツゴーヤング」がステレオ化され、同年4月12日からは毎回ステレオ放送となった。
パイロット版
本番組が放送される以前、同年1月3日の19:15 - 20:00 に、同タイトルでパイロット版が放送された。メイン進行役には1974年度のレギュラー・司会のフォーリーブスが務めた。その他には、ヤング101、浅田美代子、桜田淳子、アグネス・チャン、西城秀樹、野口五郎、ガロ、チューリップが出演した。放送用マスターテープは現存されていなかったが、2017年12月「NHK番組発掘プロジェクト」に当時の番組関係者から寄贈され、2018年2月よりNHKアーカイブスの番組公開ライブラリーで公開されている。
ダンサーのスタイル
前番組『ステージ101』専属の「ヤング101」からの継承として都倉俊一司会時代の1977年以後、番組内のコーナーで歌やダンスを披露するオリジナル・グループとして「サンデーズ」を結成。この手法は、初期の『ポップジャム'93・'94』に登場し安室奈美恵やSUPER MONKEY'Sらがいた「PJG（ポップジャム・ガールズ）」へも継承された。
振付は西条満が担当し、ダンス指導は三浦亨が担当していた。
番組の終了とその後
レッツゴーヤングはその後、1986年4月13日放送分をもって終了し、12年間の歴史に幕を下ろした。
最終回前の1回（4月6日）では「思い出の名場面集」と題し、山口百恵、ピンク・レディーやキャンディーズといった12年の間に出演した歌手の名場面を厳選して放送した。なお、最終回のゲストは田原俊彦、柏原芳恵、中森明菜、小泉今日子、松本伊代、THE GOOD-BYEの他、歴代出演者も登場。司会者からは初代メイン司会の鈴木ヒロミツ、元フォーリーブスのおりも政夫、元ずうとるびの山田隆夫、サンデーズの生みの親でもある都倉俊一、太川陽介の司会就任当時のメイン司会だった平尾昌晃、平尾のメイン司会期に太川とともに司会を務めた榊原郁恵、石野真子が出演し、サンデーズOBからは狩人、川﨑麻世、渋谷哲平、堤大二郎が出演した。また、都倉のメイン司会時代に共に司会を務めたキャンディーズとピンク・レディーのメンバーから田中好子とMIEがVTRで出演し、出演当時のエピソードを語った。
最終回翌週の4月20日には、後番組として『ヤングスタジオ101』がスタートした。これを機に、NHKホールでの公開収録からスタジオでの非公開収録へ移行した。
その後、NHKにおける若者向け音楽番組の路線は『ジャストポップアップ』等の番組を経て『ポップジャム』（当時は単発番組）、BS2『サンデーヤングミュージック』枠の『アイドルオンステージ』『ザ少年倶楽部』、総合テレビ『MUSIC JAPAN』等の番組に受け継がれた。しかし、2016年4月に『MUSIC JAPAN』が終了し、『ステージ101』から46年間続いてきた若者向け音楽番組のレギュラー放送枠は一時的に消滅したものの、その直後より不定期で放送されていた『シブヤノオト』が2019年4月より週1回の放送になった事で復活している。
1998年にNHK-BSで単発番組として『アイドル☆スーパーステージ〜レッツゴーヤング98』が放送され、KinKi KidsやSPEEDらが出演した（司会は榊原郁恵と滝沢秀明）。
2012年3月30日、BSプレミアム『大集合!J-POP青春の'80』の中の目玉コーナー「レッツゴーヤング同窓会」として26年ぶりに一夜限りで復活。司会は当時と同じく太川陽介、石川ひとみが務め、その後6月15日と9月7日の同番組で復刻版が放送された。また、同年11月23日には『レッツゴーヤングコンサート2012』と題したスペシャルコンサートがNHKホールで開催された。
再放送
2006年からCS放送・第一興商スターカラオケで再放送されたほか、BS2「蔵出し劇場」枠でも過去のレッツゴーヤングの放送回が放送された（1981年 - 1984年放送の中から厳選）。2012年4月1日からは、歌謡ポップスチャンネルで再放送されている。NHKアーカイブスの番組公開ライブラリーでは2018年2月現在、1978年3月 - 1986年3月放送分の内29本及びパイロット版が視聴可能である（その中には「蔵出し劇場」で放送されたものが多く含まれる）。
なお、1982年7月以前のVTR映像は現存していない回が多い ため、番組発掘プロジェクトでは1974年から1976年までの3年間を特に募集している（2017年12月現在の保存率62%）。
ソフト化
以下のソフトに本番組の一部映像が収録されている。
・『ピンク・レディー・プラチナ・ボックス』（2006年 ビクター）：CD-BOX＋DVD。ピンク・レディー出演時の歌唱映像が収録されている。なお本番組の映像のほかに『日本作詩大賞』・『とびだせヤング!』出演時の映像も収録している。
・『中森明菜プレミアムBOXルーカス〜NHK紅白歌合戦＆レッツゴーヤングetc.』（2015年9月30日発売　ユニバーサルミュージック）：DVD-BOX。1982年8月8日 - 1986年4月13日（番組最終回）までの中森明菜出演時の歌唱映像が収録されている。なおこのほかに『NHK紅白歌合戦』・『ヤングスタジオ101』・『ポップジャム』・『アイドルオンステージ』・『SONGSスペシャル』（2015年1月放送）・『第16回思い出のメロディー』などほかのNHK番組の出演映像も収録している。
・『キャンディーズ メモリーズ FOR FREEDOM』（2015年11月4日　ソニーミュージックダイレクト〈ネット販売限定〉）：DVD-BOX。ディスク1にキャンディーズ出演時の歌唱映像を収録。ただし持ち歌映像が現存する1977年1月9日 - 1978年3月19日までの映像のみで、「ショーコーナー」等「他の歌手の歌をカバーした部分」や歌に関係のない部分、最終出演回「さよならキャンディーズ」 の映像の中ではオープニングで披露した「微笑がえし」・「ショーコーナー」でヒットメドレーの最後に歌われた「春一番」（レギュラー・ゲスト総参加）は収録されていない。なおほかのNHK番組出演映像としては、『ひるのプレゼント』で1978年3月末に放送されたキャンディーズ特集編を収録している。
・『河合奈保子プレミアムコレクション〜NHK紅白歌合戦＆レッツゴーヤングetc.〜』（2017年8月30日発売　日本コロムビア）：DVD-BOX。河合奈保子出演時の歌唱映像を収録（1980年9月28日 - 1986年2月23日）。なお『日本作詩大賞』(昭和55年度）・『NHK紅白歌合戦』・『ヤングスタジオ101』・『アイドルオンステージ』などほかのNHK番組出演映像も収録している。
・『HIDEKI NHK Collection 西城秀樹〜若さと情熱と感激と〜』（2017年8月30日発売　ソニーミュージックダイレクト）：DVD-BOX。西城秀樹出演時の歌唱映像を収録（1977年1月9日 - 1985年2月17日）。但しDVD制作後に発見された1979年3月4日放送回とパイロット版映像は収録されていない。なお『ヤング歌の祭典』・『NHK花のステージ』・『NHK紅白歌合戦』・『とびだせ　ヤング！』・『歌のビッグステージ』・『ヤングスタジオ101』・『ポップジャム』・『NHK歌謡コンサート』などほかのNHK番組出演映像も収録している。
・『柏原芳恵 NHK プレミアムコレクション』（2022年11月2日発売　ユニバーサルミュージック）：DVD-BOX。柏原芳恵出演時の歌唱映像を収録（1981年2月8日 - 1986年2月16日）。なお『ヤングスタジオ101』・『NHK紅白歌合戦』などほかのNHK番組出演映像も収録している。
・『チェッカーズ 〜40th Anniversary〜NHKプレミアムBlu-ray BOX』（2023年11月22日発売　ポニーキャニオン）：BD-BOX。チェッカーズ出演時の歌唱映像を収録（1983年9月25日 - 1986年3月16日）。なお『ヤングスタジオ101』・『歌謡パレード'88』・『ジャストポップアップ』・『NHK紅白歌合戦』などほかのNHK番組出演映像も収録している。

## 番組構成・主なコーナー
番組の流れ
1977年度 - 1982年度前半:司会者の「レッツゴー!○○!（○○内にトップバッターの歌手の名や愛称が入る）」という台詞で番組本編が始まり、サンデーズの歌唱やミニコーナー「ヤング情報局」、視聴者からの葉書・リクエスト紹介等を挟みながらゲストが歌い、後半の約十数分は特集枠にあてられた。
1983年度 - 番組終了:司会の太川陽介か石川ひとみに指名されたゲストが観客に「みんな、今日のレッツヤンは?」と呼びかけ、観客が「最高!!!」と答えた後ゲストが「レッツ!5、4、3、2、1、キュー!」という台詞を言い（太川・石川はこの掛け合いを「1曲目のキュー出し」と呼んでいた）「大メドレー」と呼ばれる出演者によるメドレー（回によってはテーマがある）が行われた後リクエスト紹介等を挟みながら出演者個々による歌が披露された。
特集枠
1977年度 - 1982年度前半まで毎週組まれていた（それ以降も「大メドレー」やリクエストコーナーで特定のテーマに沿った歌唱は見られた）。なお各年度の最終回では降板するレギュラーの曲が特集された。
1977年度 - 1981年度：各回ごとにあるテーマや歌手をフィーチャーした『ショーコーナー』（1978年度の名称は「都倉俊一のショーコーナー」）。
1982年度前半：サンデーズやゲストが洋楽を歌う『JUST　POP』・テーマとミニストーリーに沿って曲が歌われる『Today‘sスペシャル』。
ゲストと司会者のミニコーナー
1979年 - 1981年度：幕間で太川と女性司会者がゲストとコント風のトークをするコーナーが存在した。
1979年度：太川と榊原郁恵が夫婦の設定の「ファミリーコントIKUYO」（ゲストが子供役）。
1980年度：腹話術師太川が人形に扮した石野真子と共にゲストとトークをする「陽介・真子の人間腹話術」（合成技術によって人形姿の石野と普通の姿の石野がトークをする回があった）。
1981年度：科学者太川が占い用に作ったロボット（松田聖子。初期には田原俊彦も加わっていた）でゲストを占う「ヨースケ博士のロボット占い（ヨースケ博士と聖子ロボット）」。
1985年度：レッツヤンインタビュー（幕間で太川とゲストがトークをする）。
サンデーズコーナー
1977年度 - 1980年度：ヤング情報局（ショートギャグや視聴者からのリクエストを紹介するコーナー）
1977年度 - 1981年度：今週のサンデーズ・サンデーズナンバー（当時流行の洋楽や邦楽、リクエスト曲、サンデーズメンバーの新曲等を全員で披露するコーナー）
1983年度 - 1985年度：サンデーズボックス（視聴者からの投稿や感想などを紹介するコーナー）
投稿コーナー：ダジャレ作品「だじゃれNo.1」、なぞなぞ作品「なぞなぞNo.1」、曲名レタリング作品「マイ・レタリング」、回文作品「好きよ、ダメだよ、キス」、出演歌手に似ている人の写真紹介「そっくりフォト」等
1985年度後半には投稿コーナーが廃止され、サンデーズのメインコーナーは「レッツヤンオリジナル」のみとなった。
ヤングヒットソング
サンデーズスタート時から1982年度前半まで行われたメンバーの新曲コーナー。都倉俊一司会時・平尾昌晃司会時にはそれぞれ彼らの作曲した曲が多く提供された。1981年 - 1982年度前半では曲前に視聴者から届いた担当者のイメージイラスト葉書が紹介された。
レッツヤンオリジナル
1982年度後半から番組終了まで行われた新曲コーナー。個々のシングルとして発売された「ヤングヒットソング」とは異なり番組独自の構成やメンバー全員、司会者の太川・石川により番組のみのオリジナル曲が歌われた（1984年度以降は石川ひとみの『秘密の森』 など「ヤングヒットソング」に近い個々の新曲発表コーナーも兼ねる様になった）。

## 出演者

### 歴代メイン司会
- 鈴木ヒロミツ（1974年度 - 1976年度）
- 都倉俊一（1977年度 - 1978年度） - 78年度は「都倉俊一のショーコーナー」冒頭とエンディングのみ登場。
- 平尾昌晃（1979年度 - 1980年度）[注 19]
- 太川陽介（1981年度 - 1985年度） - 1979年度 - 1980年度の司会も担当。

### レギュラー・司会
- フォーリーブス（1974年度）
- リトルリーブス（1974年度）
- 団しん也（1974年度）
- 有田美春（1974年度）
- ずうとるび（1975年度 - 1976年度） - 司会
- 小坂明子（1975年度） - 司会
- キャンディーズ（1976年度 - 1977年前半期） - 司会・アシスタント
- ピンク・レディー（1978年度） - 司会
- 狩人（1978年度） - 司会
- 榊原郁恵（1979年度） - 司会
- 石野真子（1980年度） - 司会
- 田原俊彦（1981年度） - 司会
- 松田聖子（1981年度） - 司会
- 泰葉（1982年4月11日 - 5月2日） - 司会
- 石川優子（1982年5月9日 - 30日） - 司会
- 石川ひとみ（1982年6月・1982年度後半期 - 1985年度） - 司会
- 倉田まり子（1982年7月） - 司会
- 松原みき（1982年9月） - 司会
- サンデーズ（後出）（1977年度 - ）[注 20]
- 小林亜星（1982年11月 - 1983年3月） - 準レギュラー
- ヤングメイツ（1974年度 - ） - バックダンス
- ジャPAニーズ（1979年度 - 1981年度） - バックダンス

ほか

### サンデーズ
ずうとるびが降板した1977年度以降、番組のオリジナル・グループとして結成され、以降1 - 2年ごとの代替わりを繰り返しながらグループとしては番組終了まで存続した。「ヤングヒットソング」のコーナー等では、個々のメンバーが持ち歌を披露するステージを他のメンバーがバックのコーラスやダンスなどで盛り上げる場面も見られた。「第31回NHK紅白歌合戦」（1980年）では当時司会だった石野真子の「ハートで勝負」のバックダンサーをサンデーズのメンバーが務めている。
メンバーからは田原俊彦・松田聖子の2大スターを始めとして後年人気声優となった日髙のり子・佐久間レイ、今日でいうバラエティータレントの趨りともいえる「がけっぷちトリオ」の坂上とし恵・浜田朱里（および日高）など、幅広い分野の人気タレントを生み出した点に特徴がある。サンデーズに最も長く在籍したのは（卒業後も司会として番組に出演し続けた太川陽介を除けば）結成時の1977年度から1982年度前半期に至る5年半の間メンバーとして出演した川﨑麻世であり、1978年度から1980年度までの3年間出演した渋谷哲平・倉田まり子がそれに次ぐ。
1977年度 - 1978年度
この期の最初は男性5組（6人）のグループとして出発し、キャンディーズが降板した1977年度後半期以降は女性3人が参加して男女混成となった。「ヤングヒットソング」としてメンバーが自分の新曲を披露するコーナーも作られた（ - 1982年度前半期まで）。1978年度には最初のメンバー変更が行われ、狩人が司会に昇格し、未都と香坂が卒業。新たに渋谷と倉田が加入し、この2人に川﨑を含めた3人が次の1979年度 - 1980年度期も続投することとなった。結成時以来のメンバーだった太川は1978年度限りでサンデーズを卒業した後も司会→メイン司会として番組終了時まで出演し、『レッツゴーヤング』を代表する顔となった。
- 太川陽介（ヤングヒットソング：『Lui-Lui』）
- 川﨑麻世（ヤングヒットソング：『暗くなるまで待って』）
- 未都由（1977年度）
- 黒沢浩
- 狩人（1977年度）（ヤングヒットソング：『あずさ2号』）
- 渋谷哲平（1978年度 - ）（ヤングヒットソング：『Deep (ディープ)』）
- 香坂みゆき（1977年度後半期）（ヤングヒットソング：『青春舗道』）
- 五十嵐夕紀（1977年度後半期 - 1978年度）（ヤングヒットソング：『ワル! (泣くのはおよし)』）
- 天馬ルミ子（1977年度後半期 - 1978年度）（ヤングヒットソング：『教えてください、神様』）
- 倉田まり子（1978年度 - ）（ヤングヒットソング：『グラジュエイション』）

1979年度 - 1980年度
結成後初の大幅メンバー変更が行われ、1979年度はメンバー10人という大所帯でスタートした。第1期メンバーからは1977年度の結成当初最年少だった川﨑、1978年度に追加メンバーとして加入した渋谷・倉田の3名が継続して出演した。1977年度の2人組デュオである狩人に続いて、1979年度には3人組グループのフラッシュのメンバーが3人揃って加入しているが、1年で卒業。これを最後にグループでのサンデーズへの加入は行われなかった。同じく1979年度に出演した越は、新人アイドルが多数を占める歴代のサンデーズメンバーとしては異色の本格派シンガーソングライターとして活動していた。翌1980年度の加入メンバーの中では、TBSの3年B組金八先生で人気を博した歌手デビュー前の田原と、歌手デビュー直後の松田が番組内外で活躍してトップアイドルとなり、2人はサンデーズ卒業後の1981年度にメイン司会に昇格した太川と共に司会を務めた。
- 川﨑麻世
- 渋谷哲平
- 山崎誠（ヤングヒットソング：『ジャギー・ガールNo.1』）
- 水上卓（1979年度）（ヤングヒットソング：『時はうつりて』）
- 田原俊彦（1980年度）（ヤングヒットソング：『哀愁でいと』）
- 藤慎一郎（1980年度）（ヤングヒットソング：『$1,000,000Kiss』）
- フラッシュ（結城純、江里奈譲、五十嵐良）（1979年度）（ヤングヒットソング：『電光石火』）
- 倉田まり子
- 佐藤恵利（ヤングヒットソング：『ラブ・スケッチ』）
- 越美晴（現・コシミハル）（1979年度）（ヤングヒットソング：『マイ・ブルー・サマー』）
- 松田聖子（1980年度）（ヤングヒットソング：『Eighteen』
- 浜田朱里（1980年度）（ヤングヒットソング：『さよなら好き』）

1981年度 - 1982年度上半期
川﨑以外のメンバーが総入れ替えとなり、結成以来のメンバーとしてただ1人残った川﨑は「リーダー」としてサンデーズを率いる存在になった。また、1982年度の秋改編で番組の大幅リニューアルが行われた関係で、この期と次の期は1年半での代替わりとなっている。
- 川﨑麻世
- 堤大二郎（ヤングヒットソング：『燃えてパッション』）
- 新田純一（ヤングヒットソング：『Hop Step 愛』）
- ひかる一平（ヤングヒットソング：『ハートがCRY CRY』）
- 山田晃士[注 21]
- 川島恵（ヤングヒットソング：『ミスター不思議』）
- 坂上とし恵（現・野々村俊恵）（ヤングヒットソング：『き・い・て My Love』）
- 沢村美奈子[注 22]（ヤングヒットソング：『インスピレーション』）
- 田口トモ子[注 21]
- 日髙のり子（ヤングヒットソング：『もう一度・ブラックコーヒー』）

1982年度下半期 - 1983年度
川﨑の卒業などメンバーは総入れ替えになり、ほぼ無名の新人（当時）のみで構成されるメンバーとなった。この期から個々のメンバーの新曲を取り上げる「ヤングヒットソング」に代わり、メンバー全員で番組のみで歌われるオリジナルソングを歌うコーナー「レッツヤンオリジナル」がスタート。メンバーの1名がメインボーカルを担当する形でフィーチャーされる形式となった。1982年度はサンデーズの育成企画として小林亜星が講師を務める「亜星音楽教室」というコーナーが存在した。
- 植草克秀[注 23]
- 今井信（今井まこと）
- 湯川友晴[注 24]
- 小出広美[注 25]
- 横田早苗
- 佐久間レイ[注 26]
- 橋本清美
- 山本誉子
- 山口健次[注 27]

1984年度 - 1985年度
再びメンバーが総入れ替えになり、当時新人のメンバーで構成。サンデーズでの活動がデビューとなり、現在も俳優やタレントとして活躍しているメンバーが多い。前の期から引き続き「レッツヤンオリジナル」のコーナーが継続されたが、この代ではメンバーのソロ曲披露が復活した他、サンデーズメンバーに加えて司会の太川･石川によるオリジナルデュエット曲や石川のシングル曲も「レッツヤンオリジナル」の枠で披露された。
- 中村成幸（現・中村繁之）
- 麻見和也（1984年度）
- 矢吹薫（1984年度）
- 山本陽一
- 大沢樹生（1985年度）
- 保坂尚輝（現・保阪尚希）（1985年度）
- 新井由美子
- 太田貴子
- 高橋美枝
- 千葉湖吹美（1984年度）
- 長山洋子（1985年度）
- 成清加奈子（1984年度）
- 山口由佳乃（現・鈴木釉佳之）（1984年度）

### 演奏
1週でも担当したバンドを記載。
- 宮間利之とニューハード
- 岡本章生とゲイスターズ（1977年度 - 1980年度 メイン担当）
- 高橋達也と東京ユニオン（1981年度 - 1985年度 メイン担当）
- 小野満とスイング・ビーバーズ
- 豊岡豊とスイング・フェイス[注 29]
- 今城嘉信とザ・コンソレーション
- ダン池田とニューブリード
- 森寿男とブルーコーツ
- 東京放送管弦楽団

このほかに、ギター奏者として山本とおる、コーラスとしてスカッシュ、シャワー、ボギーなどが担当した回が存在する。

### 変遷
| 担当         | 出演者（1974年度）                                    |
| ------------ | ----------------------------------------------------- |
| メイン司会   | 鈴木ヒロミツ                                          |
| レギュラー   | フォーリーブス / リトルリーブス / 団しん也 / 有田美春 |
| バックダンス | スクールメイツ                                        |

| 担当         | 出演者（1975年度）    |
| ------------ | --------------------- |
| メイン司会   | 鈴木ヒロミツ          |
| 司会         | ずうとるび / 小坂明子 |
| バックダンス | スクールメイツ        |

| 担当         | 出演者（1976年度）          |
| ------------ | --------------------------- |
| メイン司会   | 鈴木ヒロミツ                |
| 司会         | ずうとるび / キャンディーズ |
| バックダンス | スクールメイツ              |

| 担当         | 担当         | 出演者（1977年度）                           |
| ------------ | ------------ | -------------------------------------------- |
| メイン司会   | メイン司会   | 都倉俊一                                     |
| アシスタント | アシスタント | キャンディーズ<～1977年9月>                  |
| サンデーズ   | 全期         | 太川陽介 / 川﨑麻世 / 未都由 / 黒沢浩 / 狩人 |
| サンデーズ   | 後期         | 香坂みゆき / 五十嵐夕紀 / 天馬ルミ子         |
| バックダンス | バックダンス | スクールメイツ                               |

| 担当         | 出演者（1978年度）                                                             |
| ------------ | ------------------------------------------------------------------------------ |
| メイン司会   | 都倉俊一                                                                       |
| 司会         | 狩人 / ピンク・レディー                                                        |
| サンデーズ   | 太川陽介 / 川﨑麻世 / 黒沢浩 / 五十嵐夕紀 / 天馬ルミ子 / 渋谷哲平 / 倉田まり子 |
| バックダンス | スクールメイツ                                                                 |

| 担当         | 出演者（1979年度）                                                                  |
| ------------ | ----------------------------------------------------------------------------------- |
| メイン司会   | 平尾昌晃                                                                            |
| 司会         | 太川陽介 / 榊原郁恵                                                                 |
| サンデーズ   | 川﨑麻世 / 渋谷哲平 / 山崎誠 / 水上卓 / フラッシュ / 倉田まり子 / 佐藤恵利 / 越美晴 |
| バックダンス | スクールメイツ / ジャPAニーズ                                                       |

| 担当         | 出演者（1980年度）                                                                               |
| ------------ | ------------------------------------------------------------------------------------------------ |
| メイン司会   | 平尾昌晃                                                                                         |
| 司会         | 太川陽介 / 石野真子                                                                              |
| サンデーズ   | 川﨑麻世 / 渋谷哲平 / 山崎誠 / 田原俊彦 / 藤慎一郎 / 倉田まり子 / 佐藤恵利 / 松田聖子 / 浜田朱里 |
| バックダンス | スクールメイツ / ジャPAニーズ                                                                    |

| 担当         | 出演者（1981年度）                                                                                                  |
| ------------ | --- |
| メイン司会   | 太川陽介 |
| 司会         | 田原俊彦 / 松田聖子                                                                                                 |
| サンデーズ   | 川﨑麻世 / 堤大二郎 / 新田純一 / ひかる一平 / 山田晃士 / 川島恵 / 坂上とし恵 / 沢村美奈子 / 田口トモ子 / 日高のり子 |
| バックダンス | スクールメイツ / ジャPAニーズ                                                                                       |

| 担当         | 担当         | 出演者（1982年度） |
| ------------ | ------------ | --- |
| メイン司会   | メイン司会   | 太川陽介 |
| 司会         | 司会         | 泰葉<1982年4月～5月2日> / 石川優子<1982年5月9日～30日> / 石川ひとみ<1982年6月・10月～> / 倉田まり子<1982年7月> / 松原みき<1982年9月> |
| サンデーズ   | 前期         | 川﨑麻世 / 堤大二郎 / 新田純一 / ひかる一平 / 川島恵 / 坂上とし恵 / 日高のり子                                                       |
| サンデーズ   | 後期         | 植草克秀 / 今井信 / 湯川友晴 / 小出広美 / 横田早苗 / 佐久間レイ / 橋本清美 / 山本誉子                                                |
| 準レギュラー | 準レギュラー | 小林亜星＜1982年11月〜＞ |
| バックダンス | バックダンス | スクールメイツ |

| 担当         | 出演者（1983年度） |
| ------------ | --- |
| メイン司会   | 太川陽介 |
| 司会         | 石川ひとみ |
| サンデーズ   | 植草克秀 / 今井信 / 湯川友晴＜〜1983年4月＞ / 小出広美<～1983年9月> / 横田早苗 / 佐久間レイ / 橋本清美 / 山本誉子 / 山口健次＜1983年5月22日〜＞ |
| バックダンス | スクールメイツ |

| 担当         | 出演者（1984年度）                                                                                                |
| ------------ | --- |
| メイン司会   | 太川陽介 |
| 司会         | 石川ひとみ |
| サンデーズ   | 中村成幸 / 麻見和也 / 矢吹薫 / 山本陽一 / 新井由美子 / 太田貴子 / 高橋美枝 / 千葉湖吹美 / 成清加奈子 / 山口由佳乃 |
| バックダンス | スクールメイツ |

| 担当         | 出演者（1985年度）                                                                      |
| ------------ | --------------------------------------------------------------------------------------- |
| メイン司会   | 太川陽介                                                                                |
| 司会         | 石川ひとみ                                                                              |
| サンデーズ   | 中村成幸 / 山本陽一 / 大沢樹生 / 保坂尚輝 / 新井由美子 / 太田貴子 / 高橋美枝 / 長山洋子 |
| バックダンス | スクールメイツ                                                                          |

## テーマ曲

### オープニング
- （1974年度 - 1976年度オープニングテーマ…作詞・作曲：浜口庫之助）
- 「まぶしい季節」（1977年度オープニングテーマ…作詞：藤公之介、作曲：サム・クラート）
  - オープニングではキャンディーズ（降板後はサンデーズ女性陣）がイントロ部分を歌いながらバンドセットの手前に現れ、その後出演者が登場した。
- 「愛の宇宙船」（1978年度オープニングテーマ…作詞：藤公之介、作曲：サム・クラート）
- 「ムーンライト・カーニバル」（1979年度 - 1985年度オープニングテーマ…作詞：森雪之丞、作曲：平尾昌晃）

太川陽介の歌ったフルコーラス版が1979年に発売され（オープニングに使われているのは2番だが、番組で歌われたものとは一部歌詞が異なる）、2007年に発売された『太川陽介ゴールデン☆ベスト』に収録されている。1979年度 - 1982年度前半と1982年度後半 - 1985年度ではオープニングのアレンジ（特にイントロとアウトロ）が異なる。
・オープニング構成
・1979年度 - 1982年度前半：サンデーズの歌唱後司会者陣それぞれが歌い、サビ部分で上手・下手からゲストが登場する。
・1982年度後半 - 1985年度：イントロ部分が長くなり、司会者陣ソロの部分が無くなる（映像にキャスト・スタッフロールが重ねられている）。また、イントロが長くなった関係で従来のバージョンよりアップテンポなアレンジに変更され、曲名・作詞作曲編曲者名及び歌詞テロップの表示が廃止された。1982年度後期は、ステージ上にサンデーズのメンバーが登場して1983年度以降の「1曲目のキュー出し」に該当する掛け合いを行ってからイントロがスタートし、旧バージョンの司会者陣パートは太川・石川とサンデーズで歌う形式に正式に変更された。1983年度からは従来画面スーパー形式で表示されていた番組ロゴがステージセットに組まれた為、番組開始時はセットの番組ロゴを大写しにした状態からイントロがスタートし、舞台にセッティングされた階段を下りてゲストが登場する様になった（1985年度には階段の作りがバンドセットを囲む様な円状から、バンドセットを分ける様に配置された直階段に変更される）。
後に2002年の第34回・2004年の第36回『思い出のメロディー』で、第34回では石野真子・柏原芳恵・氷川きよし・狩人、第36回では歴代司会者陣（平尾昌晃・太川陽介・榊原郁恵・石野真子・石川ひとみ）と布施明・冠二郎・山本リンダ・杉田かおるというメンバーにより「ムーンライト・カーニバル」が歌われた。

### エンディング
- 「メッセージ」（1977年度 - 1978年度エンディングテーマ…作詞：阿久悠、作曲・歌：都倉俊一）
1977年度には専用のエンディング映像が使用され、現在ではiTunes Music Storeで復刻、配信されている。但し1977年度最終回「さよならキャンディーズ」ではこの曲の代わりに出演者の『涙をこえて』合唱でエンディングとなった。
- 「遠い町」（1979年度エンディングテーマ…作詞：橋本淳、作曲・歌：平尾昌晃、編曲：佐藤準）※レコード発売元：ビクター音楽産業 SV-6586（1979年）
1980年度最終回時のエンディングテーマにもなった。
- 1980年度 - 1982年度上半期エンディングテーマ：特集枠の最後の曲終了後、出演者全員で最後の曲を再び歌う。
- 1982年度下半期 - 1985年度エンディングテーマ：「ムーンライト・カーニバル」のインストゥルメンタル版。
同時期に放送されていた「8時だヨ!全員集合」と同じように、残り時間で尺が変化した。
スポットライトの演出も行われていた時期もあったが、1983年頃からは行われていなかった。

## スタッフ
- 構成：下山啓、出倉宏
- 音楽：田辺信一
- 振付：西条満
- ダンス指導：三浦亨
- 歌唱指導：安田直弘、和田昭治
- 美術：青根宏、高橋秀雄、小笠原稔和
- 技術：柏木茂、西山博一、安達樹夫、佐藤敬一郎
- 照明：松橋昇、桜井功、木村三郎、服部敏一、中山鎮雄
- 撮影：田辺隆文、村山二郎、林兵征、新条茂生、立川勝己
- 音声：笈川勇二、道川忠俊、小竹諄、牧野三男
- 演出：菊池安恒、池谷浩、秋本四郎、鈴木明、福家菊雄、小口比菜子
- 制作：下川純弘、黛叶、金子恒彦、木村邦衛
- 製作著作：NHK